# Zotero
Zotero (de zotëroj, verbo albanés que significa adquirir o dominar una habilidad) es un gestor de referencias bibliográficas, libre y de código abierto, desarrollado por el Center for History and New Media de la Universidad George Mason. Actualmente, es administrada por la Corporation for Digital Scholarship, una organización sin fines de lucro dedicada al desarrollo de software y servicios para investigadores e instituciones que trabajan sobre patrimonio cultural y desarrollado por una comunidad global. Es un programa multiplataforma, compatible con el sistema operativo Windows, Mac OS X y GNU/Linux, y con los navegadores Chrome, Safari, Opera, Firefox y Edge. La versión más reciente es Zotero 7.

## Funcionamiento
El funcionamiento de Zotero se basa en los siguientes principios:
1. Recopilar. El primer paso para utilizar Zotero consiste en recopilar información y añadirla a la base de datos de forma automática mediante capturas individuales o múltiples a partir de un mecanismo de lectura de los metadatos; a partir del DOI,  o de manera manual rellenando los múltiples campos necesarios para poder referenciar bien los recursos bibliográficos.
2. Organizar. Una vez que hemos añadido los recursos a la biblioteca es importante organizarlos para poder encontrarlos en el futuro y para ello ofrece cuatro funcionalidades: colecciones, etiquetas, elementos relacionados y búsquedas guardadas.
3. Citar. Zotero también puede ser utilizado para la redacción de artículos e investigaciones, ya que permite citar recursos bibliográficos dentro del texto, también crear referencias bibliográficas y bibliografías de manera casi automática al integrarse con los procesadores de texto.
4. Sincronizar. Es posible crearse una cuenta de usuario gratuita; de esta forma todo lo que almacene se guarda en el ordenador y, también, en su servidor. Permite sincronizar la biblioteca de referencias, notas y adjuntos.
5. Colaborar. Permite tener la biblioteca en un servidor remoto y, disponiendo de una cuenta de usuario, ofrecer ciertas funciones sociales, tales como compartir colecciones (pueden ser públicas o restringidas a un grupo de usuarios). Se pueden crear grupos de colaboración y compartir colecciones.

## Historia
Zotero fue creado en octubre de 2006 por Dan Cohen, Josh Greenberg y Dan Stillman, del Center for History and New Media de la Universidad George Mason. Buscando en un diccionario inglés-albanés el equivalente del término aprendizaje, los creadores encontraron zotëroj, que hace referencia, en una de las acepciones del término, a «dominar o adquirir una habilidad en el aprendizaje»; así habría sido cómo esta herramienta, haciendo honor a su nombre, empezó a dominar el mercado de los gestores de referencias por su facilidad de uso, funcionalidad y capacidad. Desarrollado por primera vez como complemento para Firefox, actualmente es una de las aplicaciones más atractivas para el usuario con conocimientos informáticos básicos o medios. Hasta 2017 era posible instalarlo como extensión del navegador web Firefox o como programa independiente (Zotero Standalone). Desde la versión 5.0, Zotero existe solo como programa independiente.

## Características
- Software libre y de código abierto, gratuito y multiplataforma. Disponible como programa independiente con conectores opcionales que le permiten trabajar con Chrome o Safari u Opera, o en versión web.
- Almacenamiento y gestión de referencias, etiquetas, notas y archivos adjuntos.
- Extracción automática de metadatos de documentos PDF.
- Copias de seguridad y sincronización entre varios equipos (requiere creación de cuenta de usuario).
- Búsqueda completa de texto a través de documentos.
- Filtrado inteligente, etiquetado y cambio de nombre de archivos PDF.
- Citas y bibliografías sincronizadas en Microsoft Word, OpenOffice, LibreOffice, Google Docs,  ONLYOFFICE,[5] en distintos idiomas.[6]
- Utilización del formato Citation Style Language (CSL) para la creación de estilos de citas bibliográficas, con más de 8 500 estilos disponibles y posibilidad de crear otros nuevos.[7]
- Soporte para el sistema de integración bibliográfica COinS y bookmarklet para importar de cualquier sitio que soporte COinS.[6]
- Capacidad para compartir y colaborar en grupo.
- Importación y exportación a distintos formatos.
- Importación de registros desde un gran número de bases de datos (por ejemplo, PubMed, Google Scholar, Arxiv, etc.) y también de sitios web como YouTube, SlideShare, IMDb, etc.
- Generar informes y cronologías de referencias.
- Disponibilidad de aplicaciones de terceros que extienden sus funcionalidades.
- Gran número de tipos de registros para distintos tipos de documentos.
- Crear colecciones bibliográficas de manera local y web (sincronizada).
- Permite abrir archivos PDF en un lector incorporado dentro de la ventana principal de Zotero, en una nueva interfaz con pestañas
- Permite corregir metadatos de las referencias mientras se visualiza el PDF.
- Permite marcar archivos PDF con resaltados, notas y anotaciones de imágenes.
- Es posible agregar anotaciones a las notas de Zotero con citas automáticas, en el editor de notas.
- Permite citar otros elementos directamente en las notas utilizando el cuadro de diálogo de citas de Zotero.
- Imágenes incrustadas en notas